# عملية المراقبة الجنوبية
كانت عملية المراقبة الجنوبية عملية عسكرية مرتكزة على الجو أجرتها وزارة الدفاع الأمريكية من صيف عام 1992 إلى ربيع عام 2003.
وقامت قوة المهام المشتركة جنوب غرب آسيا (JTF–SWA) التابعة للقيادة المركزية الأمريكية بمهمة رصد ومراقبة المجال الجوي جنوب الخط الموازي 32 (مدد إلى الخط الموازي 33 في عام 1996) في جنوب وجنوب وسط العراق خلال الفترة التي أعقبت نهاية حرب الخليج 1991 حتى غزو العراق 2003.

## الملخص
بدات عملية المراقبة الجنوبية في 27 أغسطس 1992 بهدف معلن هو ضمان امتثال العراق لقرار مجلس الأمن التابع للأمم المتحدة رقم 688 المؤرخ 5 أبريل 1991، والذي طالب العراق «بإنهاء هذا القمع فورًا والإعراب عن الأمل في السياق نفسه أن يجري حوار مفتوح لضمان احترام الحقوق الإنسانية والسياسية لجميع المواطنين العراقيين». ولا شيء في القرار يوضح مناطق حظر الطيران العراقية أو عملية المراقبة الجنوبية.
وكان القصف العراقي والهجمات ضد المسلمين الشيعة في جنوب العراق خلال الفترة المتبقية من عام 1991 وخلال عام 1992 قد أشار إلى أن صدام حسين اختار عدم الإذعان للقرار.